# Ojo de Agua, Oxchuc
Ojo de Agua är en ort i Mexiko.   Den ligger i kommunen Oxchuc och delstaten Chiapas, i den sydöstra delen av landet, 800 km öster om huvudstaden Mexico City. Ojo de Agua ligger 1 530 meter över havet och antalet invånare är 105.
Terrängen runt Ojo de Agua är lite bergig. Runt Ojo de Agua är det ganska tätbefolkat, med 75 invånare per kvadratkilometer. I omgivningarna runt Ojo de Agua växer i huvudsak städsegrön lövskog.